# Platyzoa
Platyzoa (/ˌplætɪˈzoʊ.ə/) là một liên ngành động vật không phân đốt trong đơn vị phân loại động vật miệng nguyên sinh (Protostomia) đề xuất bởi Thomas Cavalier-Smith vào năm 1998. Platyzoa bao gồm ngành Platyhelminthes (giun dẹp), và một số ngành mới, Acanthognatha. Trong đó, ông đã tập hợp một số ngành động vật có kích thước hiển vi đã mô tả trước đây. Sau đó nó được mô tả như là một cận ngành, chứa hai nhóm Rouphozoa và Gnathifera.

## Các ngành
Một sơ đồ bao gồm các ngành đã phân loại vào liên ngành Platyzoa:
- Rouphozoa[1]
  - Platyhelminthes
  - Gastrotricha
- Gnathifera[2]
  - Syndermata
    - Rotifera
    - Seisonida

  - Acanthocephala
  - Gnathostomulida
  - Micrognathozoa
  - Cycliophora

## Phân loại
Họ hàng gần nhất của Platyzoa là Lophotrochozoa, chúng tạo thành Spiralia.
Syndermata là một nhánh được đề xuất để bao gồm 2 ngành Acanthocephala và Rotifera, nhưng có vẻ nó không phải là nhóm chị em, một nhánh đã bị loại bỏ.
Một sơ đồ phân nhánh có khả thi gần đây đã cho thấy Lophotrochozoa xuất hiện trong Platyzoa và là một nhóm chị em của Rouphozoa (Gastrotricha và Platyhelminthes). Lophotrochozoa và Rouphozoa sau đó đã được đặt vào nhóm Platytrochozoa. Và vì vậy, Platyzoa trở thành một nhóm cận ngành.

## Đặc trưng
Không một nhóm nào của liên ngành Platyzoa có hệ hô hấp và hệ tuần hoàn bởi vì có kích thước nhỏ, cơ thể dẹp hoặc có lối sống ký sinh. Platyhelminthes và Gastrotricha là động vật không khoang (acoelomate). Còn các ngành khác là động vật có khoang giả (pseudocoelomate), có chung đặc điểm các cấu trúc như hàm và hầu, mặc dù chúng đã mất đi lần thứ hai đối với ngành kí sinh Acanthocephala. Chúng tạo nên một phân nhóm đơn ngành là Gnathifera.
Tên Platyzoa được sử dụng bởi vì hầu hết các ngành đều có thân dẹp, còn Rotifera thì không.